# ريتشارد ماني
ريتشارد ماني (بالإنجليزية: Richard Money)‏ هو لاعب كرة قدم ومدرب كرة قدم بريطاني في مركز قلب الدفاع، ولد في 13 أكتوبر 1955 في Lowestoft ‏ في المملكة المتحدة. شارك مع منتخب إنجلترا لكرة القدم الرديف. أما مع النوادي، فقد لعب مع ديربي كاونتي وسكونثورب يونايتد ونادي بورتسموث ونادي فولهام ونادي لوتون تاون ونادي ليفربول.

## وصلات خارجية
- ريتشارد ماني على موقع الاتحاد الأوربي (الإنجليزية)
- ريتشارد ماني على موقع قاعدة بيانات كرة القدم.إي يو (الإنجليزية)
- ريتشارد ماني على موقع Soccerbase.com (مدرب) (الإنجليزية)
- ريتشارد ماني على موقع عالم كرة القدم.نت (الإنجليزية)